# Земеродни рибарчета
 Тази статия е за семейството птици.  За рода вижте Земеродни рибарчета (род).  
Земеродните рибарчета (Alcedinidae) са семейство дребни до средноголеми птици от разред Синявицоподобни (Coraciiformes). Включва 19 рода със 114 вида, разпространени в тропичните и умерените зони почти в целия свят, с по-голямо разнообразие в Стария свят. Срещат се в различни хабитати и макар че често се свързват с реки и езера, повече от половината видове обитават гори и в близост до горски потоци.

## Родове
Семейство Земеродни рибарчета
- Подсемейство Alcedininae
  - Alcedo – Земеродни рибарчета
  - Ceyx
  - Corythornis
  - Ispidina
- Подсемейство Cerylinae
  - Ceryle – Пъстро земеродно рибарче
  - Chloroceryle – Зелени земеродни рибарчета
  - Megaceryle
- Подсемейство Halcyoninae
  - Actenoides
  - Caridonax
  - Cittura – Лилавобузо земеродно рибарче
  - Clytoceyx
  - Halcyon
  - Lacedo – Ивичесто земеродно рибарче
  - Melidora – Кукоклюно земеродно рибарче
  - Pelargopsis
  - Tanysiptera
  - Dacelo
  - Syma
  - Todirhamphus